# Lucy Robinson
Lucy Robinson es un personaje ficticio de la serie de televisión australiana Neighbours interpretada por la actriz Melissa Bell del 18 de marzo de 1985 hasta 1989 y del 1991 hasta 1992. Melissa regresó como invitada en 1993, 1995, 2005, el 6 de mayo del 2013 hasta el 13 de mayo del mismo año. Ese mismo año Bell regresó de nuevo a la serie el 5 de diciembre del 2013 y se fue nuevamente el 30 de enero del 2014. Melissa regresó brevemente el 6 de mayo del 2013, el 5 de diciembre del 2014 y nuevamente el 31 de julio del 2014, su última aparición fue el 5 de febrero del 2015. Melissa regresó brevemente a la serie el 6 de noviembre del 2015 y nuevamente del 26 al 27 de julio, el 1 de agosto y el 26 de septiembre del 2016.

## Biografía
Lucy es la hija de Jim y Anne Robinson, hermana de Paul Robinson y Scott Robinson, y media hermana de Glen Donnelly, Julie Martin y Jill Ramsay. 
En el 2013 Lucy regresó ocho años después, cuando se reúne con su hermano Paul le dice que es la directora de Lassiter's Worldwide, durante su estancia en Erinsborough conoce a su sobrina Kate Ramsay, antes de irse Lucy contrata a Terese Willis como la nueva gerente general de Lassiter's.
El 6 de noviembre del 2015 Lucy y Chris aparecen vía Skype y le presentan a la familia a su hija, Anne Robinson-Pappas.